# Lands of Lore 3
 (octobre 2019).
Si vous disposez d'ouvrages ou d'articles de référence ou si vous connaissez des sites web de qualité traitant du thème abordé ici, merci de compléter l'article en donnant les références utiles à sa vérifiabilité et en les liant à la section « Notes et références ».
Lands of Lore 3 est un jeu vidéo de rôle et d'aventure sorti en 1999 et fonctionne sur Windows. Le jeu a été développé par Westwood Studios puis édité par Electronic Arts.

## Système de jeu
Le jeu se déroule à la première personne à l'instar des deux autres jeux; il reprend les bases classiques des jeux de rôles comme l'augmentation des statistiques du personnage avec de l'expérience mais se présente plus comme un hack 'n' slash lors de l'utilisation d'armes de corps à corps.

Il est possible de rejoindre des guildes, d'utiliser des portails pour naviguer d'un monde a l'autre, d'utiliser aussi bien de la magie que des armes classiques (arcs, épées, masses, etc.).

Le système de niveau est très ressemblant aux jeux Elder Scrolls avec la possibilité de se spécialiser, grâce aux guildes, dans certains domaines et de débloquer ainsi des compétences de très haut niveau.

## La série
- Lands of Lore: The Throne of Chaos (1993)
- Lands of Lore 2: Guardians of Destiny (1997)
- Lands of Lore 3 (1999).